# Luca Gamba
Luca Gamba (Bergamo, 4 aprile 1975) è un ex cestista e allenatore di pallacanestro italiano, che ha giocato in serie A1 a Pistoia, Reggio Emilia e Milano.

## Carriera

### Allenatore
Nel 2011-2012 ha iniziato la sua carriera da allenatore, come assistente nell'Under-19 della Scuola Basket Treviglio. La stessa società gli ha affidato la gestione della prima squadra, partecipante alla Serie D, all'inizio della stagione seguente.

## Record in serie A
- Punti: 17 contro Treviso
- Tiri da due realizzati: 6 contro Rimini
- Tiri da due tentati: 9 contro Rimini
- Tiri da tre realizzati: 2 (2 volte)
- Tiri da tre tentati: 5 (2 volte)
- Tiri liberi realizzati: 7 contro Treviso
- Tiri liberi tentati: 8 contro Treviso
- Rimbalzi offensivi: 3 (3 volte)
- Rimbalzi difensivi: 6 contro Rimini
- Rimbalzi totali: 7 contro Rimini
- Assist: 2 contro Imola
- Palle recuperate: 6 contro Cantù
- Schiacciate: 1 (3 volte)
- Minuti giocati: 37 contro Rimini

## Palmarès
- Promozioni dalla Serie B Dil. alla DNA: 1
U.C. Piacentina: 2009-2010